# عوض بريك إبراهيم البرعصي
عوض بريك إبراهيم البرعصي (1966 -) هو مهندس كهرباء وسياسي ليبي، ونائب رئيس الحكومة الليبية بوزارة علي زيدان، وكان قبلها قد سمّاه عبد الرحيم الكيب وزيراً للكهرباء والطاقات المتجددة في الحكومة الانتقالية (التي تتبع المجلس الوطني الانتقالي).

## المؤهلات العلمية
- أ) بكالوروس هندسة كهربائية من جامعة قاريونس، لعام 1989.
- ب) ماجستير هندسة كهربائية من جامعة واترلو، كندا عام 1995
- ج) دكتوراه هندسة كهربائية من جامعة برتش كولومبيا، كندا عام 2000